# Алосаина
Алосаина (на испански: Alozaina) е населено място и община в Испания. Намира се в провинция Малага, в състава на автономната област Андалусия. Общината влиза в състава на района (комарка) Сиера де лас Нивес. Заема площ от 34 km². Населението му ето му е 2244 души (по преброяване от 2010 г.).